# مقصاب (الخبت)

تعديل مصدري - تعديل

مقصاب هي إحدى قرى عزلة الشعافل السفلى بمديرية الخبت التابعة لمحافظة المحويت، بلغ تعداد سكانها 463 نسمة حسب تعداد اليمن لعام 2004.